# اعتراضات ۲۰۲۳ ارمنستان
اعتراضات ۲۰۲۳ ارمنستان (انگلیسی: 2023 Armenian protests) در تاریخ ۱۹ سپتامبر ۲۰۲۳، مجموعه‌ای از اعتراضات در ارمنستان بود که پس از حمله نظامی آذربایجان به قره‌باغ آغاز شد که منجر به پیروزی سریع آذربایجان بر جمهوری خودمختار ارمنی‌ها آرتساخ شد. این جمهوری تا پیش از تغییر سیاست نیکول پاشینیان، نخست‌وزیر ارمنستان، نسبت به منطقه در سال‌های اخیر، حمایت‌های زیادی از ارمنستان دریافت کرده بود. دولت آذربایجان مقامات جدایی‌طلب آرتساخ را مجبور به تسلیم، منحل کردن ارتش دفاعی آرتساخ و آغاز مذاکرات برای بازگشت به آذربایجان کرد. در واکنش به این اتفاقات، اعتراضاتی در ارمنستان علیه پاشینیان آغاز شد و او را به سوءمدیریت بحران و رها کردن آرتساخ متهم کردند و خواستار استعفای او شدند. پاشینیان این اعتراضات را تلاشی برای برکناری غیرقانونی خود از قدرت توصیف کرده است.
ائتلاف ملی دموکراتیک طرفدار غرب، وضعیت به وجود آمده را به ناکامی روسیه در مداخله نسبت داد، در حالی که اعضای اپوزیسیون سیاسی طرفدار روسیه، پاشینیان را مقصر این شکست دانسته و او را به خیانت به ساکنان قره‌باغ به نفع منافع غرب متهم کردند. در تاریخ ۳ اکتبر، مجلس ملی جمهوری ارمنستان با رأی ۶۰ موافق و ۲۲ مخالف، به تصویب اساسنامه رم رأی داد که به ارمنستان امکان پیوستن به دیوان کیفری بین‌المللی را می‌دهد. این مصوبه در تاریخ ۱۴ اکتبر توسط رئیس‌جمهور ارمنستان واهاگن خاچاطوریان امضا و به قانون تبدیل شد.

## پیش زمینه
استان خودمختار قره باغ یک استان خودمختار با اکثریت قومی ارمنی در جمهوری سوسیالیستی شوروی آذربایجان بود که خود جمهوری تشکیل دهنده اتحاد جماهیر شوروی است. ارمنی‌ها قره باغ خارج از اتحاد جماهیر شوروی ارمنستان باقی ماندند و به دلیل دشمنی تاریخی بین دو قوم و سیاست‌های تبعیض آمیز از الحاق به آذربایجان شوروی ناراحت بودند. در اواخر دهه ۱۹۸۰، جنبش قره باغ به عنوان مظهر تمایل ارمنی‌ها قره باغ برای انتقال منطقه خود به قلمرو قضایی ارمنستان شوروی توسعه یافت. این امر در سال ۱۹۹۱ و در بحبوحه فروپاشی مداوم اتحاد جماهیر شوروی، زمانی که مقامات قره باغ کوهستانی AO از آذربایجان جدا شدند و استقلال خود را به عنوان جمهوری قره باغ کوهستانی (بعداً جمهوری آرتساخ) اعلام کردند، به اوج خود رسید. این پیشنهاد برای استقلال در ابتدا موفقیت‌آمیز بود. با اعلام استقلال آذربایجان و ارمنستان از اتحاد جماهیر شوروی، جنگجویان ارمنی قره باغ نیروهای آذربایجان را در کنار ارتش ارمنستان در طول جنگ اول قره باغ کوهستانی بیرون راندند. پایان جنگ در سال ۱۹۹۴ جمهوری قره باغ را در سطح بین‌المللی ناشناخته اما پیروز کرد و چندین منطقه در اطراف منطقه قره باغ کوهستانی نیز توسط نیروهای قره باغ و ارمنستان اشغال شده بود.
در طول دهه‌های بعد، قره‌باغ/آرتساخ مستقل خارج از کنترل آذربایجان باقی ماند، به شدت به ارمنستان وابسته و نزدیک به آن ادغام شد و از بسیاری جهات به عنوان بخشی از ارمنستان عمل کرد. وضعیت در سال ۲۰۲۰ در جریان جنگ دوم قره باغ کوهستانی که منجر به پیروزی آذربایجان شد، به شدت تغییر کرد. آذربایجان نواحی اشغالی اطراف قره باغ کوهستانی و همچنین یک سوم خود قره باغ کوهستانی را پس گرفت. نیروهای حافظ صلح روسیه به عنوان بخشی از توافق آتش‌بس در آرتساخ مستقر شدند.
در سپتامبر ۲۰۲۳، علیرغم حضور مداوم نیروهای حافظ صلح روسیه در منطقه، آذربایجان حمله مجددی را علیه آرتساخ آغاز کرد و پس از یک روز پیروز شد و دولت آرتساخ را مجبور به تسلیم، انحلال ارتش خود و موافقت با ادغام مجدد کرد. ارمنستان تحت دولت نیکول پاشینیان از مداخله در اوضاع امتناع کرد، زیرا قبلاً قره باغ کوهستانی را به عنوان بخشی از آذربایجان به رسمیت شناخته بود تا با همسایگان ارمنستان صلح کند و کشور را به سمت غرب سوق دهد. بی عملی دولت ارمنستان خشم بسیاری از ارمنی‌ها را برانگیخت و منجر به اعتراضات بعدی شد.

## اعتراضات

### ۱۹ سپتامبر
صدها معترض برای تظاهراتی در بیرون ساختمان‌های دولتی در پایتخت ایروان تجمع کردند و پاشینیان را در قبال آذربایجان و ضعیف در قره‌باغ کوهستانی محکوم کردند، از جمله آنچه پاشینیان آن را فراخوان برای کودتا و برکناری او از قدرت توصیف کرد. پاشینیان این گونه تماس‌ها را محکوم کرد و گفت: «نباید اجازه دهیم افراد خاصی، نیروهای خاصی ضربه ای به دولت ارمنستان وارد کنند». معترضان با یک حلقه پلیس مواجه شدند و در تلاش برای یورش به کاخ حکومت ایروان با پلیس درگیر شدند. معترضان و پلیس بطری‌های شیشه‌ای و نارنجک‌های شوکر را رد و بدل کردند و چندین شیشه‌های ساختمان شکستند.
معترضان همچنین سفارت روسیه را محاصره کردند و از خودداری روسیه از مداخله در درگیری انتقاد کردند. در میان شرکت کنندگان اعضای منتخب شورای شهر ایروان بودند که دو روز قبل از انتخابات شورای شهر ایروان در سال ۲۰۲۳ انتخاب شدند. پس از شکایت روسیه مبنی بر کمبود امنیت سفارت و تحت تأثیر قرار دادن عملیات آن، پلیس ارمنستان برای ایجاد محاصره در اطراف سفارت اعزام شد که منجر به درگیری بین معترضان و پلیس شد. بر اساس گزارش‌ها بیش از ۳۰ نفر زخمی شده‌اند.

### ۲۰ سپتامبر
جمعیت در میدان جمهوری با درخواست‌های فزاینده برای برکناری پاشینیان و مداخله نظامی ارمنستان، مانند جنگ اول قره‌باغ، به هزاران نفر رسید. پلیس با اعلام غیرقانونی بودن این تجمع، بازداشت معترضان را آغاز کرد. برخی از معترضان خواستار رد پروتکل آلما آتا و خروج ارمنستان از سازمان پیمان امنیت جمعی (CSTO) شدند که پاشینیان آن را رد کرد و اظهار داشت که چنین خواسته‌هایی «دعاهایی برای دست کشیدن از استقلال ارمنستان» است.

### ۲۱ سپتامبر
۸۴ نفر در جریان اعتراضات بازداشت شدند.

### ۲۲ سپتامبر
دو مهاجم ناشناس چند کیسه رنگ قرمز را به سمت دروازه‌های سفارت روسیه در ایروان پرتاب کردند. آنها بلافاصله توسط پلیس ارمنستان بازداشت شدند. لوون کوچاریان، پسر روبرت کوچاریان، رئیس‌جمهور سابق ارمنستان، پس از اینکه در جریان شرکت در تظاهرات با چهار افسر پلیس درگیر شد، دستگیر شد.